# Taira obtusa
Taira obtusa là một loài nhện trong họ Amaurobiidae.
Loài này thuộc chi Taira. Taira obtusa được miêu tả năm 2008 bởi Zhang, Zhu & Da-xiang Song.